# ぶらっくすわん
ぶらっくすわん（1996年6月20日 - ）は、富山県のローカルタレント。本名:宮島愛夏（みやじま あいか）。元太田プロダクション所属。ボーカロイドと言われる音声合成技術を使った人気楽曲にあわせ、自分の踊りを披露する “踊ってみた” というジャンルで活動している。

## 概要
2013年から踊る動画をニコニコ動画、YouTubeに投稿し“踊ってみた”ジャンルでのダンス動画を投稿。“踊ってみた”界の新星として記事に取り上げられる。
「とやまde踊ってみた」プロジェクトの実行委員長として企画を主導。富山県北陸新幹線等若者チャレンジ事業に認定される。北陸新幹線駅のある富山市、黒部市、高岡市の観光地でダンス動画を計10本撮影し、「北陸新幹線富山県PR とやまde踊ってみた」としてYouTubeに投稿。当時の富山県知事から、北陸新幹線開業事業「とやまde踊ってみた」若者地域貢献イメージアップ特別賞を受賞する。
2021年4月より、地元パチンコ企業ノースランドのイメージタレントに就任。

## 人物
- 趣味はコスプレ、特技はバトントワリング。
- 好きな教科は英語。
- 好きな食べ物はブラックラーメン、蟹、じゃがりこ。特にカニが大好物。

## 投稿した動画一覧
- ハッピーシンセサイザ 踊ってみた
- galaxias! 踊ってみた
- ハロ／ハワユ　踊ってみた
- スイートマジック　踊ってみた
- too Cute! 踊ってみた
- リリリリ　バーニングナイト 踊ってみた
- 紅蓮の弓矢　進撃の巨人OP 踊ってみた
- GIFT 踊ってみた
- 白い雪のプリンセスは 踊ってみた
- ビバハピを踊ってみた
- Sweet Devil 踊ってみた
- 愛言葉　踊ってみた
- 純情　ファイター　踊ってみた
- メグメグ　ファイアーエンドレスナイト 踊ってみた
- ロミオとシンデレラ　踊ってみた
- 夏恋花火　踊ってみた
- Thank you 踊ってみた
- 東京喰種op 踊ってみた
- Gravity=Reality 踊ってみた

- トゥインクル×トゥインクル 踊ってみた
- 疑心暗鬼 踊ってみた
- drop pop candy 踊ってみた
- 恋は気まぐれイリュージョン 踊ってみた
- 世界は恋に落ちている 踊ってみた
- アンデッドエネミー 踊ってみた
- オツキミリサイタル 踊ってみた
- 恋空予報 踊ってみた
- 立山くん 踊ってみた
- ハイドアンド・シーク 踊ってみた
- 『ターミネーター：新起動/ジェニシス』を富山で踊ってみた
- Lamb. 踊ってみた
- Happy Halloween 踊ってみた
- 『プラチナ』踊ってみた
- ハーゲンダッツ以下の殺風景 踊ってみた
- アイマリンプロジェクト 「Marine Bloomin’」 踊ってみた
- おねがいダーリン　踊ってみた

## 出演
テレビ出演
- 2014年7月-2015年3月 富山テレビ「bbt music selection」MC・ダンス
- 2015年1月- ケーブルテレビ富山「とみおん」MC
- 2015年2月 富山県内全ケーブルテレビ「北陸新幹線開業直前特番」石井富山県知事（当時）との対談とプロジェクト紹介
- 2015年3月 富山県「北陸新幹線歓迎PR動画」出演（YouTube）
- 2015年3月 テレビ新潟「夕方ワイド新潟一番」レポーター
- 2016年5月 NHK名古屋放送局「ウイークエンド中部」レポーターとして出演
- 2016年6月 NHK名古屋放送局「東海北陸フレッシュ便 さらさらサラダ」ご当地タレントとしてスタジオトーク、おすすめスポット紹介レポーターとして出演

映画出演（テロップで確認できたもののみ）
- 2014年10月-　富山で撮影された映画「アオハライド」
- 2015年4月- 魚津市を舞台にした映画「魚津のパン屋さん」[3]W主演

企画イベント
- 2014年8月 とやまde踊ってみた ダンスレクチャー会 （県民共生センターサンフォルテ）
- 2014年10月 ハロウィンパーティーライブ （ファボーレ 太陽の広場）
- 2014年12月 とやまde踊ってみたSHOW！（富山県民小劇場オルビス）
- 2015年4月 春祭りファボーレde踊ってみた （ファボーレ 太陽の広場）
- 2015年9月- とやまdeしゃべってみた （ニコニコ生放送　毎週配信）

出演イベント
- 2014年3月 ジョイトラム （セントラム貸切車両、マリエとやま、富山大和） ・主催：北日本新聞社ほか
- 2014年8月 富山トヨタサマーフェス （グランドプラザ） ・主催：富山トヨタ自動車
- 2014年10月 ありがとうフェスタ （富山自動車学校） ・主催：富山自動車学校
- 2014年10月 能開大フェア2014「創魂祭」 （北陸職業能力開発大学校） ・主催：北陸職業能力開発大学校
- 2014年10月 BBT 4520 ありがとう祭り（富山テレビ放送本社） ・主催：富山テレビ放送
- 2014年12月 映画「アオハライド」高岡文化祭 （イオンモール高岡） ・主催：北日本新聞社
- 2014年12月 クリスマスペットボトルアート in TAKAOKA （高岡市御旅屋通り） ・主催：北日本新聞社、高岡市ほか
- 2014年12月 環水公園スイートクリスマス （環水公園） ・主催：北日本新聞社、富山県ほか
- 2015年1月 かがやきとやま逸品フェスタ （東京駅イベント広場） ・主催：富山県商工会連合会
- 2015年3月 北陸新幹線開業記念イベント （CiC前広場、富山駅内） ・主催：富山県、富山市ほか
- 2015年3月 かがやきとやま逸品フェスタ （富山県民会館） ・主催：富山県商工会連合会
- 2015年4月 HABさくら祭り （金沢駅イベント広場） ・主催：北陸朝日放送
- 2015年4月 サクラミーツザファイヤー （舟橋村オレンジパーク） ・主催：舟橋村
- 2015年10月富大祭（富山大学 ）・主催：富山大学競馬研究会FULLGATE
- 2015年10月ひみ永久グルメ博（氷見魚々座周辺）・主催：氷見市
- 2015年10月魚津のパン屋さん公開日舞台挨拶（シアター大都会） ・主催：タカオカンドリーム
- 2015年10月北陸税理士会富山支部 無料税務相談会・主催：北陸税理士会富山支部
- 2015年10月キラリン生誕5周年祭（滑川）・主催：滑川市

CM出演
- 2015年1月- 「高志インテック」 TVCMとARアプリキャラクター
- 2015年5月- 「富山県エルピーガス協会」 TVCM
- 2015年5月- 「富山総合ビルセンター」TVCM
- 2016年1月- 「パナソニック」プライベートビエラ 富山県版 TVCM